# Glenn Micallef
Glenn Micallef, né le 30 juillet 1989, est un homme politique et haut fonctionnaire maltais, membre du Parti travailliste (PL).
Il est directeur de cabinet du Premier ministre Robert Abela entre 2020 et 2024. Il est désigné cette année-là commissaire européen.

## Biographie

### Études et carrière
Glenn Micallef est diplômé en économie de l'université de Malte. Au cours de ses études, il préside en 2010 l'organisation Pulse, proche du Parti travailliste (PL). Il travaille ensuite au ministère des Affaires européennes, comme directeur du département de la Coordination européenne et directeur de l'unité Brexit.

### Conseiller du Premier ministre
En janvier 2020, Glenn Micallef est nommé conseiller aux Affaires européennes auprès du Premier ministre travailliste Robert Abela. Il est désigné en novembre suivant directeur de cabinet (Head of Secretariat of the Office of the Prime Minister), en remplacement de Clyde Caruana. Il démissionne de son poste en juin 2024 et est remplacé par Mark Mallia.

### Commissaire européen
Après sa démission, Glenn Micallef est considéré comme un candidat pour succéder à Marlene Bonnici au poste de représentant permanent de Malte auprès de l'UE. Finalement, il est proposé le 25 juillet 2024 par Robert Abela comme nouveau commissaire européen, après que le favori Chris Fearne a dû se retirer en raison de sa mise en cause par la justice dans une affaire de corruption.